# L'Enfer nazi
Pour plus de détails, voir Fiche technique et Distribution.
L'Enfer nazi, également connu sous le titre Neuvième Cercle (titre original : Deveti krug), est un film yougoslave réalisé par France Stiglic, sorti en 1960. Il a été sélectionné en compétition officielle au Festival de Cannes et nommé aux Oscars dans la catégorie du Meilleur film étranger.

## Synopsis
Le film se déroule pendant la Seconde Guerre mondiale, dans la Croatie occupée par les Allemands. Afin de sauver des mains des Nazis leur amie Ruth, jeune fille juive de dix-sept ans dont les parents ont été arrêtés, une famille croate décide de la marier à leur jeune fils, Ivo, assurant ainsi sa sécurité car la famille est catholique. Il a été préalablement convenu que le mariage serait annulé à la fin de la guerre.
Étudiant insouciant de dix-neuf ans, le fils désapprouve le projet. Il a, de plus, une petite amie, Magda. Il obéit néanmoins à ses parents et épouse Ruth. Très vite, Ivo réalise que ce mariage blanc le prive de toute liberté : Magda ne souhaite plus le fréquenter de peur d'entacher sa réputation en s'affichant avec un homme marié ; ses camarades d'université le taquinent et l'un d'eux, Zvonko, sympathisant pro-nazi, lui montre de l'hostilité quand il apprend que sa femme est juive.
Ruth s'aperçoit qu'elle pose trop de problèmes ; elle s'enfuit mais Ivo la ramène chez lui. Il prend soudain conscience qu'il est amoureux de la jeune fille. Mais celle-ci est très vite arrêtée et déportée dans un camp de concentration. Ivo, qui ne sait pas où elle est détenue, apprend, après de nombreuses recherches, qu'elle a été internée dans un camp appelé Le Neuvième Cercle.

## Autour du film
- Tourné en Croatie dans la capitale Zagreb, et à Dolac, le film remporta un très grand succès et obtient de nombreux prix à Pula. Il fut également nommé aux Oscars dans la catégorie du Meilleur film étranger[1], ainsi qu'au Festival de Cannes[2].
- Lors d'une étude effectuée en 1999, un syndicat croate de critiques de cinéma a classé ce film comme l'un des meilleurs films croates jamais réalisés[3].
- Fait suffisamment rare à l'époque pour être souligné, les principaux acteurs ont tous l'âge des personnages qu'ils incarnent à l'écran : Boris Dvornik joue, à 21 ans, le rôle de Ivo, un étudiant de 19 ans. Sa partenaire à l'écran, Dusica Zegarac a le même âge que Ruth, son personnage : dix-sept ans. Quant à Beba Loncar, qui prête ses traits à la petite amie de Boris Dvornik, elle est âgée elle aussi de 17 ans.
- Ce film n'est pas répertorié sur la base documentaire du Mémorial de la Shoah.

## Fiche technique
- Titre français : L'Enfer nazi ou Le Neuvième Cercle[4]
- Titre original : Deveti krug
- Réalisateur : France Stiglic
- Scénario : France Stiglic, Zora Dirnbach et Vladimir Koch
- Société de production : Jadran Film
- Directeur de la photographie : Ivan Marinček
- Musique : Branimir Sakać
- Pays d'origine : ex-Yougoslavie
- Lieu de tournage : Croatie (à Zagreb et Dolac)
- Format : noir et blanc
- Genre : guerre, drame romantique
- Durée : 107 min
- Dates de sortie :
  - Yougoslavie : 21 avril 1960
  - France : mai 1960

## Distribution
- Boris Dvornik : Ivo Vojnović
- Dušica Žegarac : Ruth Alkalaj
- Beba Loncar : Magda
- Dragan Milivojević : Zvonko
- Branko Tatić : le père d'Ivo
- Ervina Dragman : la mère d'Ivo
- Vera Misit : la tante

## Distinctions
- Oscars 1961 : nomination pour le Meilleur film étranger
- Festival de Cannes 1960 : sélection officielle en compétition[5]